# Tique (planeta hipotètic)

Núvol d'Oort

Tique és el sobrenom donat a un hipotètic planeta gasós situat en la núvol d'Oort en els límits exteriors del sistema solar, va ser proposat per primera vegada el 1999 per l'astrònom John Matese de la Universitat de Louisiana a Lafayette. Matese i el seu company Daniel Whitmire sostenen que les proves de l'existència de Tique es poden veure en el supòsit d'origen dels cometes de llarg període. Van destacar que Tique, si existís, hauria de ser detectable en l'arxiu de dades que es va recollir pel telescopi Wide-field Infrared Survey Explorer (WISE) de la NASA. No obstant això, diversos astrònoms han expressat el seu escepticisme sobre l'existència d'aquest objecte. El 2014, la NASA va anunciar que el sondeig WISE havia descartat qualsevol objecte amb les característiques de Tique, la qual cosa indica que Tique com la hipòtesi de Matese, Whitman i Whitmire no existeix.

## Història
Matese va proposar per primera vegada l'existència d'aquest planeta el 1999, basat en les seves observacions de les òrbites dels cometes de període llarg. La majoria dels astrònoms coincideixen que cometes de període llarg (aquells amb òrbites de milers d'anys) tenen una distribució isòtropa, és a dir, que arriben a l'atzar de cada punt en el cel. A causa que els cometes són volàtil i es dissipen amb el temps, els astrònoms sospiten que s'han d'estar emmagatzemats en un núvol esfèric de desenes de milers d'UA (coneguda com a núvol d'Oort) per a la major part de la seva existència. No obstant això, Matese va afirmar que en lloc d'arribar a punts a l'atzar en el cel com es pensa comunament, les òrbites dels cometes estaven, de fet, agrupats en una banda inclinada pel que fa al pla de l'òrbita dels planetes. Aquesta agrupació podria explicar-se si es veiessin afectats per un objecte no visible, almenys tan gran com Júpiter, o possiblement una nana marró, situada en la part exterior del núvol d'Oort. També va suggerir que tal objecte podria explicar també la peculiar òrbita del objecte transneptunià Sedna. No obstant això, la grandària de la mostra va ser petit i els resultats no van ser concloents.

## Òrbita
Whitmire i Matese especulen que l'òrbita de Tique es troba a aproximadament 500 vegades la distància de Neptú al Sol (15 000 UA), i 25 vegades l'òrbita de l'hipotètic novè planeta, una mica menys d'una cambra de anys llum. Això segueix sent així en la núvol d'Oort, la frontera del qual s'estima en més de 50 000 UA. Tindria un període orbital d'aproximadament 1 800 000 anys. Les dades suggereixen que un objecte de 5 masses de Júpiter hauria d'haver d'estar a una distància superior a 10 000 UA. Aquest planeta podria orbitar en un plànol diferent en l'orientació de les nostres òrbites dels planetes actuals, i probablement es va formar en una òrbita d'objecte binari. Binaris d'ample es poden formar a través de la captura durant la dissolució d'un cometa de cúmul obert.

## Massa

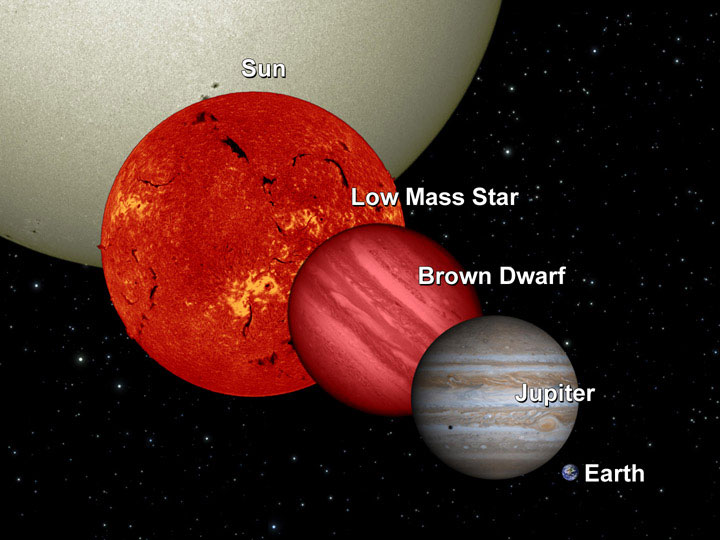

Whitmire i Matese especulen amb la hipòtesi que el planeta podria ser fins a quatre vegades més massiu que Júpiter i amb una temperatura relativament alta d'aproximadament 200 K (-73 °C), a causa de la calor residual de la seva formació i la calefacció de Kelvin-Helmholtz. Seria prou massiva per sotmetre's a reaccions de fusió nuclear a l'interior, un procés que es produeix en els objectes per sobre d'aproximadament tretze masses de Júpiter. Encara que més massiu que Júpiter, Tique rondaria la grandària de Júpiter, la pressió fa que els gegants massius de gas augmenten només de densitat, no de grandària, amb relació a la seva massa.

## Origen del nom
Tique (Τύχη, que significa "fortuna" o "sort" en grec) va ser la deessa grega de la fortuna i de la prosperitat. El nom va ser triat per evitar la confusió amb una hipòtesi similar anterior que proposa que el Sol té una companya morta anomenada Nèmesi, la gravetat de la qual provoca l'afluència dels cometes en el sistema solar interior, donant lloc a extincions en massa de la Terra. Tique era el nom de la "germana bona" de Nèmesi. Aquest nom va ser utilitzat per primera vegada per a un objecte núvol d'Oort exterior per Davy a Kirpatrick el Centre de Processament i Anàlisi infraroja de l'Institut de Tecnologia de Califòrnia.

## Investigacions en curs
El telescopi Wide-field Infrared Survey Explorer (WISE) de la NASA va completar un estudi infraroig de tot el cel, que inclou àrees en les quals Whitmire i Matese anticipaven que Tique es pogués trobar. El 14 de març de 2012, va ser llançat el catàleg complet de la missió WISE.